# Романівська волость (Полонський повіт)
Романівська волость — історична адміністративно-територіальна одиниця Новоград-Волинського та Полонського повітів Волинської губернії Російської імперії. Волосний центр — містечко Романів.

## Історія
Волость існувала у 1860-1923-х роках. З 1921 року волость входила до складу новоутвореного Полонського повіту.
Станом на 1885 рік складалася з 7 поселень, 6 сільських громад. Населення — 6151 особа (3203 чоловічої статі та 2948 — жіночої), 486 дворових господарств.
|                     | Площа, десятин | У тому числі орної, дес. |
| ------------------- | -------------- | ------------------------ |
| Сільських громад    | 3973           | 3441                     |
| Приватної власності | 15014          | 3969                     |
| Казенної власності  | —              | —                        |
| Іншої власності     | 122            | 83                       |
| Загалом             | 19109          | 7493                     |

Основні поселення волості:
- Романів — колишнє власницьке містечко за 63 версти від повітового міста, 1761 особа, 250 дворів, православна церква, синагога, єврейський молитовний будинок, поштова станція, 6 постоялих дворів, 20 лавок, 7 ярмарків на рік, 6 вітряних млини, шкіряний завод.
- Врублівка — колишнє власницьке село, 905 осіб, 126 дворів, православна церква, вітряний млин.